# Micralestes
Genre
Micralestes est un genre de poissons principalement présents en Afrique de l'Ouest.

## Liste d'espèces
Selon ITIS :
- Micralestes acutidens (Peters, 1852)
- Micralestes ambiguus Géry, 1995
- Micralestes argyrotaenia Trewavas, 1936
- Micralestes comoensis Poll et Roman, 1967
- Micralestes congicus Poll, 1967
- Micralestes eburneensis Daget, 1965
- Micralestes elongatus Daget, 1957
- Micralestes fodori Matthes, 1965
- Micralestes holargyreus (Günther, 1873)
- Micralestes humilis Boulenger, 1899
- Micralestes lualabae Poll, 1967
- Micralestes occidentalis (Günther, 1899)
- Micralestes pabrensis (Roman, 1966)
- Micralestes sardina Poll, 1938
- Micralestes stormsi Boulenger, 1902
- Micralestes vittatus (Boulenger, 1917)

Selon FishBase:
- Micralestes acutidens (Peters, 1852)
- Micralestes ambiguus Géry, 1995
- Micralestes argyrotaenia Trewavas, 1936
- Micralestes comoensis Poll et Roman, 1967
- Micralestes congicus Poll, 1967
- Micralestes eburneensis Daget, 1965
- Micralestes elongatus Daget, 1957
- Micralestes fodori Matthes, 1965
- Micralestes holargyreus (Günther, 1873)
- Micralestes humilis Boulenger, 1899
- Micralestes lualabae Poll, 1967
- Micralestes occidentalis (Günther, 1899)
- Micralestes pabrensis (Roman, 1966)
- Micralestes sardina Poll, 1938
- Micralestes schelly Stiassny et Mamonekene, 2007
- Micralestes stormsi Boulenger, 1902
- Micralestes vittatus (Boulenger, 1917)

Attention, il y a bien deux espèces différentes Micralestes acutidens (Peters, 1852) et Micralestes elongatus Daget, 1957.

Mais il y a un souci de synonymie mais seulement dus à des problèmes d'auteur:
Micralestes elongatus Daget, 1957 = Micralestes acutidens (non Peters, 1852) (mauvais auteur) = Micralestes acutidens elongatus Daget, 1957 (synonyme)